# Hypsugo
Hypsugo là một chi động vật có vú trong họ Dơi muỗi, bộ Dơi. Chi này được Kolenati miêu tả năm 1856. Loài điển hình của chi này là Vespertilio savii Bonaparte, 1837 (loài điển hình fixed by Wallin [1969]).

## Các loài
Chi này gồm các loài: